# Östad, Bromölla kommun
Östad är en ort i Bromölla kommun i Skåne län belägen i Näsums socken strax norr om Näsum vid länsväg 116 mellan Olofström och Bromölla. 
I byn fanns även en järnvägsstation tillsammans med en poststation som hette Östafors. Järnvägen som nu är nedlagd gick mellan Älmhult och Sölvesborg. Där fanns också en kvarn som numera är nedbrunnen. I byn fanns en Ica-affär. Uppe på höjden låg en skola. I utkanten av byn fanns tidigare Östafors bruk. Det området är numera naturreservat.